# Масловська Валентина Анатоліївна
Валенти́на Анато́ліївна Масло́вська (Большо́ва) (30 січня 1937, Одеса — 21 травня 2023, Палафружель, Каталонія) — українська радянська спринтерка, змагалась у естафеті 4 × 100 метрів та бігу на 100 й 200 метрів.

## Життєпис
На Чемпіонаті Європи з легкої атлетики-1958 посіла першу сходинку в естафеті 4х100 метрів у складі команди — вона, Лінда Кепп, Віра Крепкіна та Ніна Полякова.
Змагалася в бігу на 200 метрів на літніх Олімпійських іграх 1960 року в складі команди СРСР.
Чемпіонка СРСР з бігу на 60 метрів 1967 року
Дружина Віктора Большова. Виховали доньку — теж спортсменку-легкоатлетку — Ольгу Большову. Онука — іспанська тенісистка Альона Большова.
Померла 21 травня 2023 року в Іспанії. Раніше помилково повідомлялося, що померла 2002 року.